# Gonomyia faria
Gonomyia faria là một loài ruồi trong họ Limoniidae. Chúng phân bố ở miền Cổ bắc.